# Associazione Sportiva Libertas Trieste
L'Associazione Sportiva Libertas Trieste, o più semplicemente Libertas Trieste, è una squadra di calcio italiana di Trieste, sezione della più ampia polisportiva Libertas Trieste.

## Storia
Nel 1946 la società passa in Serie C grazie all'enorme allargamento imposto dalla FIGC al campionato italiano. Nel campionato di Serie C, che era diviso in tre leghe indipendenti (Nord, Centro, Sud), la Libertas Trieste fu inserita nel Girone I, quello del Friuli-Venezia Giulia. La squadra triestina si piazzò quarta con trentaquattro punti, quattordici in meno della capolista del girone, la concittadina Edera Trieste, che fu secondo la struttura del campionato l'unica ad accedere al secondo turno.
Nella stagione 1947-1948 la società triestina prese parte al suo secondo campionato di Serie C. La FIGC strutturò il campionato con una nuova modalità, che rese difficile la salvezza di molte squadre. Infatti nei gironi regionali, composti da sedici squadre, solamente le prime due si salvavano, mentre le altre quattordici venivano retrocesse. A capo del Girone I si piazzò nuovamente l'Edera Trieste, con tre punti di vantaggio sulla Libertas Trieste, che arrivando seconda ottenne la salvezza.
Nella stagione 1948-1949 la squadra viene inserita nel Girone B di una Serie C decimata dalle retrocessioni. Con la nuova formula passa soltanto la prima di ogni girone, e la Libertas Trieste si classificò seconda alle spalle dell'Udinese, sfiorando la promozione per un solo punto.
Nelle stagioni successive tuttavia la società triestina non riuscì a ripetere la strepitosa stagione 1948-1949 e al termine della stagione 1950-1951 venne retrocessa in Promozione.
Nella stagione 1951-1952 con un ottimo secondo posto evitò un ulteriore declassamento venendo ammessa al nuovo campionato di IV Serie. La Libertas tuttavia non riuscì più a tornare in Serie C e al termine della stagione 1953-1954 abbandonò definitivamente anche la IV Serie.

## Palmarès

### Altri piazzamenti
- Serie C:

Secondo posto: 1947-1948 (girone I, Lega Interregionale Nord), 1948-1949 (girone B)
- Campionato Nazionale Dilettanti:

Secondo posto: 1957-1958 (girone B)